# Mała Bystrzyca (rzeka)
Mała Bystrzyca (Bystrzyca Mała) – rzeka, prawy dopływ Bystrzycy o długości 38,21 km.
Źródła w okolicach wsi Kasyldów, gdzie rzeka ta bifurkuje z Wilgą i płynie w przeciwnym kierunku niż ona, czyli na wschód. Dolina rzeki jest porośnięta, występują w niej raki, co świadczy o czystości rzeki, na jej długości znajduje się wiele jazów. Przepływa m.in. przez Krzywdę, Wojcieszków, w okolicy Woli Osowińskiej wpada do Bystrzycy.

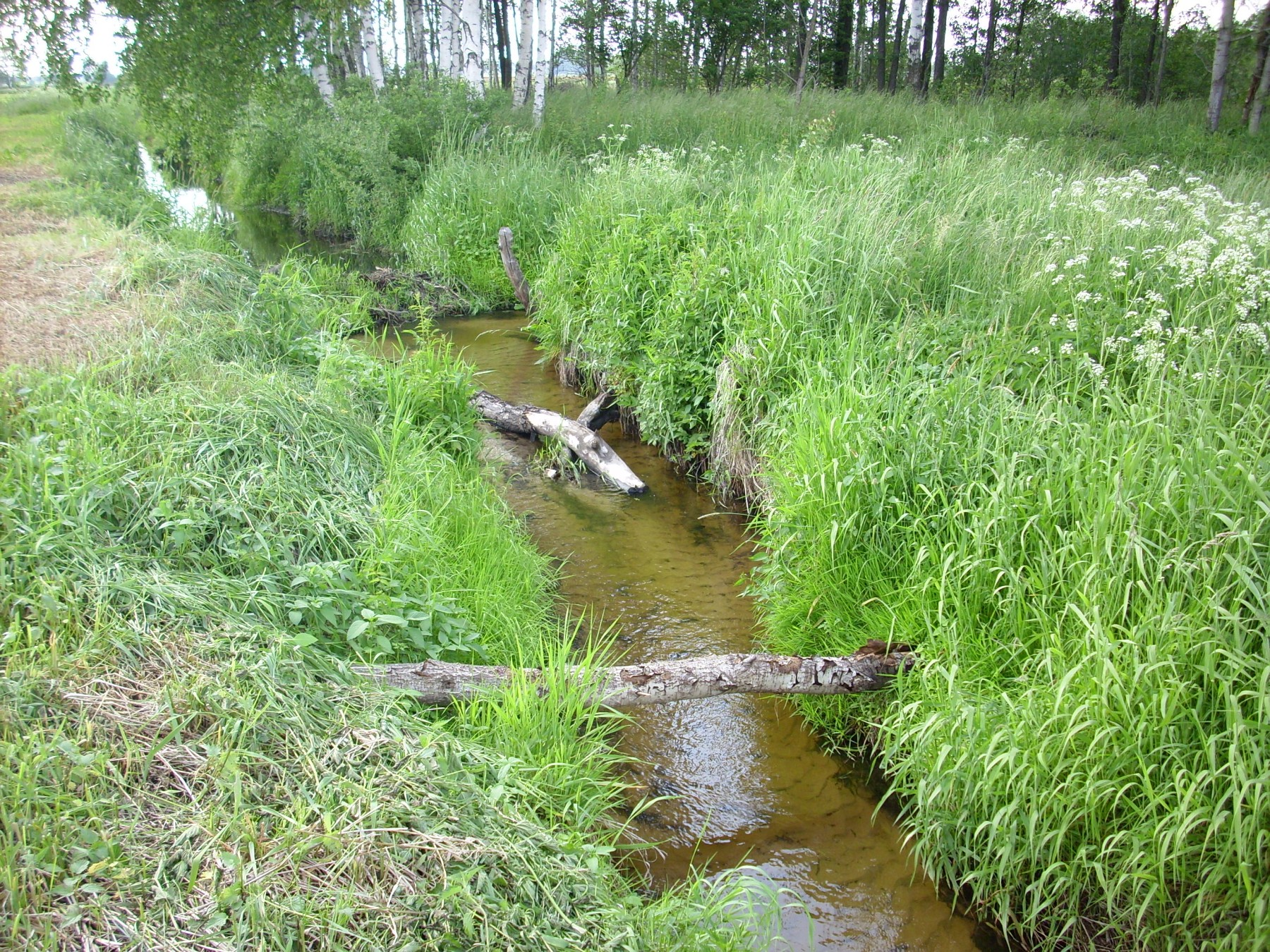
Mała Bystrzyca w początkowym biegu w rejonie wsi Wielgolas i Fiukówka